# Rivière aux Herbages
La rivière aux Herbages est un cours d'eau du Québec (Canada) situé dans la région de l'Estrie. Celle-ci prend sa source dans le lac Bowker et s'écoule en direction sud-est vers le lac Brompton en traversant la Chaîne des Lacs (qui est composé des lacs Simoneau, Leclerc, Bran de Scie et des Monts) et le lac Fraser.
Son seul affluent d'importance est la décharge du Lac Stukely, qui prend sa source dans le lac Stukely.
Il est situé entièrement sur le territoire d'Orford.